# Lamborghini 350 GT
Lamborghini 350 GT Superleggera är en lyxig sportbil och den första bilmodellen tillverkad av den italienska biltillverkaren Lamborghini mellan 1964 och 1966. Mellan 1966 och 1968 tillverkades bilen med en större fyralitersmotor under namnet Lamborghini 400 GT.
Legenden gör gällande att entreprenören och traktortillverkaren Ferruccio Lamborghini var missnöjd med sin nya Ferrari. När hans åsikter negligerades och han nekades ett möte med Enzo Ferrari själv med orden: "Du tillverkar traktorer, jag tillverkar sportbilar", bestämde han sig för att bygga en bättre bil på egen hand. Till sin hjälp tog han Giotto Bizzarrini för konstruktion av motor, de två drygt 20-åriga ingenjörerna Gian Paolo Dallara och Paolo Stanzani för själva bilen och Bob Wallace som provförare och teknisk utvecklare. Resultatet var Lamborghini 350 GT, som presenterades på bilsalongen i Turin 1963. Bilen hade en 3,5-liter stor 270 hästkrafters vid 7000 v/min längsgående  frontmonterad V12-motor med 3 464 cm3 slagvolym (borrning 77x62 mm) och kompression 9,5:1, fyra överliggande kamaxlar av aluminium, sex dubbla 40 mm Weberförgasare, 5-växlad växellåda, rörramschassi med individuella hjulupphängningar, skivbromsar runt om och en 2+1-sitsig aluminiumkaross från Carrozzeria Touring, allt till en vikt på 1150 kg med acceleration på 0–100 km/t på 6,1 sek och toppfart 250 km/t.
Emblemet med tjuren är taget efter Lamborghinis födelsedag i tjurens tecken.
Efterträdaren Lamborghini 400 GT introducerades 1966. Den hade större motor, egentillverkad växellåda samt en delvis ny kaross i stål, där bakpartiet gjorts om för att rymma ett större baksäte. I skarven vid karossbytet hade Lamborghini dessutom byggt ett mindre antal vagnar med den större motorn i den äldre karossen. Produktionen uppgick till 141 st 350 GT och 250 st 400 GT.
Varianter:
| Modell | Motor               | Cylindervolym | Effekt | Bränslesystem               |
| ------ | ------------------- | ------------- | ------ | --------------------------- |
| 350 GT | 12-cyl V-motor dohc | 3497 cm³      | 270 hk | 6 st Weber 40DCOE förgasare |
| 400 GT | 12-cyl V-motor dohc | 3929 cm³      | 320 hk | 6 st Weber 40DCOE förgasare |